# UFC Fight Night: Силва vs. Биспинг
UFC Fight Night: Silva vs. Bisping (также известно как UFC Fight Night 84) — событие организации смешанных боевых искусств Ultimate Fighting Championship, которое прошло 27 февраля 2016 года на спортивной арене O2 в городе Лондон, Англия.

## Положение до турнира

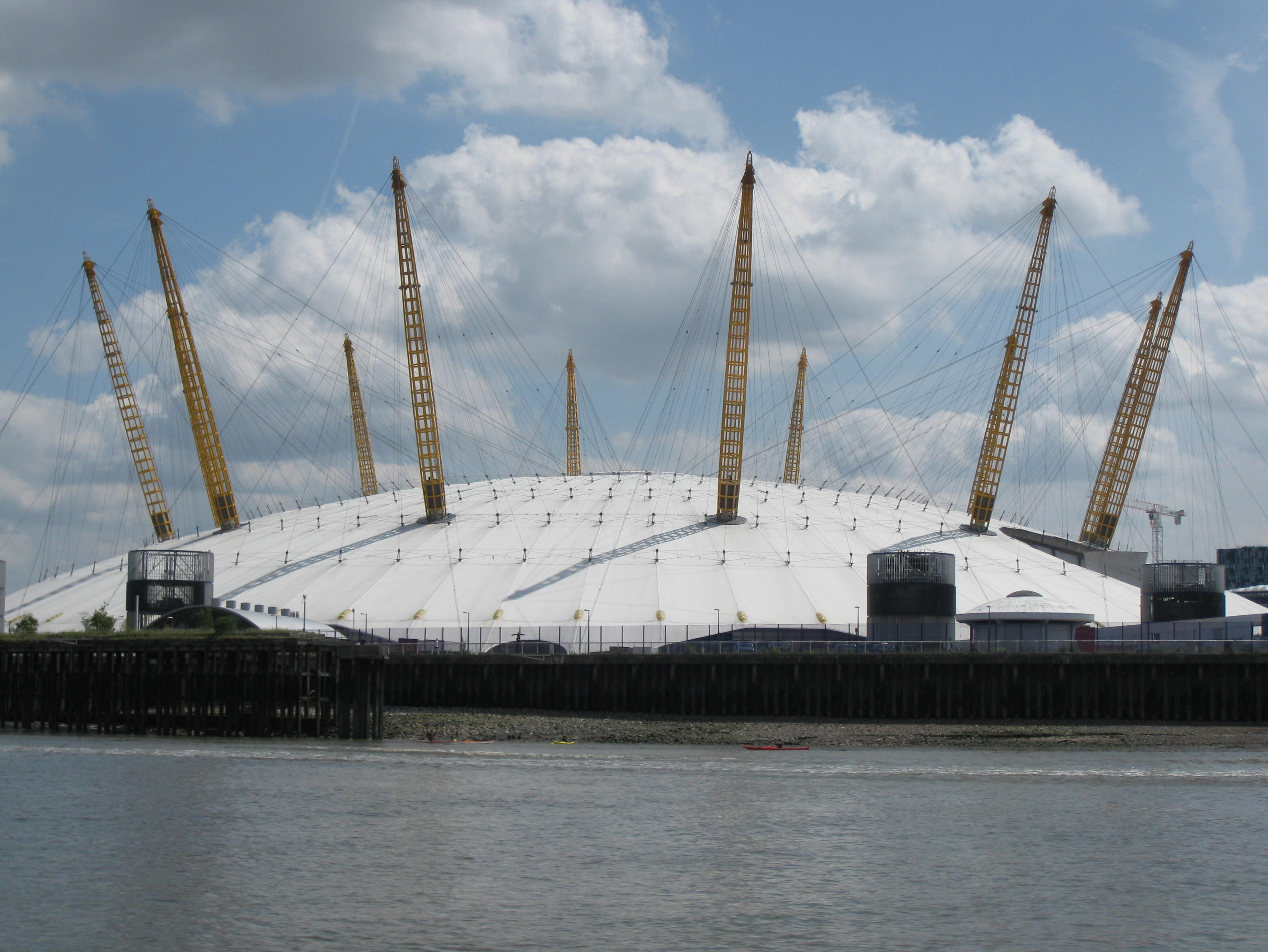
O2 Арена

Это событие станет восьмым по счёту проходящее в столице Великобритании.
Изначально главным событием турнира должен был стать бой между Майклом Биспингом и Гегардом Мусаси, однако позднее Мусаси был заменён на бывшего чемпиона UFC в среднем весе Андерсона Силву.
После снятия Гегарда Мусаси с боя против Майкла Биспинга, его оппонентом стал Талис Лейтис.
Джими Манува должен был встретиться с Никитой Крыловым, однако Манува выбыл из боя из-за травмы.
Генри Брионес должен был драться с Брэдом Пикеттом, однако 22 января Брионеса заменили на Франсиско Риверу.
Российский боец Рустам Хабилов на этом событии проведёт бой против Нормана Парка.
Лукас Сажевски должен был встретится с Тиму Паккаленом, однако Сажевски выбыл из боя по причине травмы, его заменит Тибо Гути.

## Бои
| Категория                            |                   |      |                  | Способ                                                   | Раунд | Время |
| Основные бои (UFC Fight Pass)        |                   |      |                  |                                                          |       |       |
| Средний веc                          | Майкл Биспинг     | поб. | Андерсон Силва   | Единогласное решение (48-47, 48-47, 48-47)               | 5     | 5:00  |
| Средний вес                          | Гегард Мусаси     | поб. | Талес Лейтес     | Единогласное решение (30-27, 29-28, 30-27)               | 3     | 5:00  |
| Полусредний вес                      | Том Бриз          | поб. | Кэйта Накамура   | Единогласное решение (30-27, 30-27, 29-28)               | 3     | 5:00  |
| Легчайший вес                        | Брэд Пикетт       | поб. | Франсиско Ривера | Раздельное решение (29-28, 28-29, 29-28)                 | 3     | 5:00  |
| Предварительные бои (UFC Fight Pass) |                   |      |                  |                                                          |       |       |
| Полулёгкий вес                       | Макван Амирхани   | поб. | Майк Уилкинсон   | Единогласное решение (29-28, 30-27, 29-28)               | 3     | 5:00  |
| Легчайший веc                        | Дэйви Грант       | поб. | Марлон Вера      | Единогласное решение (30-26, 30-26, 30-26)               | 3     | 5:00  |
| Средний вес                          | Скотт Аскем       | поб. | Крис Демпси      | Нокаут (удар и удар ногой в голову)                      | 1     | 4:45  |
| Полулёгкий вес                       | Арнольд Аллен     | поб. | Йаотзин Меза     | Единогласное решение (30-27, 30-27, 30-27)               | 3     | 5:00  |
| Средний веc                          | Кшиштоф Йотко     | поб. | Брэд Скотт       | Единогласное решение (29-28, 30-27, 29-28)               | 3     | 5:00  |
| Лёгкий веc                           | Рустам Хабилов    | поб. | Норман Парк      | Единогласное решение (29-28, 29-28, 29-28)               | 3     | 5:00  |
| Тяжёлый вес                          | Данель Омеляньчук | поб. | Ярис Данхо       | Техническое решение (травма Данхо) (29-29, 29-28, 29-28) | 3     | 1:31  |
| Лёгкий веc                           | Тиму Паккален     | поб. | Тибо Гути        | Удушающий приём (сзади)                                  | 1     | 0:24  |
| Лёгкий веc                           | Дэвид Теймур      | поб. | Мартин Свенссон  | Технический нокаут (удары)                               | 2     | 1:26  |

## Награды
Следующие бойцы получили бонусные выплаты в размере $50 000:
- Лучший бой вечера: Майкл Биспинг против Андерсон Силва

- Выступление вечера: Скотт Аскем и Тиму Паккален